# Sirmang
Sirmang ou Sirman est un village du Sénégal situé dans le département de Foundiougne et la région de Fatick, et au sud de la région naturelle du Sine-Saloum. Géographiquement, le village se trouve sur la frontière entre le Sénégal et la Gambie à 32km de la capitale gambienne Banjul et à 285km de Dakar, la capitale du Sénégal. Ce qui fait de Sirmang, un important carrefour commercial entre ces deux pays mais aussi un lieu de brassage culturel important. Cependant, le manque d’infrastructure criant dans la région et la distance séparant à la principale route (RN5 Dakar-Banjul), font de Sirmang un endroit assez enclavé.
Sirmang se trouve dans une zone forestière entourée à l’ouest par la commune de Karang Poste, par le village Samba Nocé à l'Est, par le village de Hamdalahi au Sud (territoire gambien), au nord est par les villages de Daru-Sayid et Keur Bakary. 
L’économie du village repose essentiellement sur l’agriculture. Les cultures pratiquées sont: le mil, le maïs, sorgho, l’arachide, la canne à sucre, ainsi que le maraichage. Outre l'agriculture, les villageois pratiquent aussi l'élevage dont le cheptel est majoritairement composé de bovins, d'ovins, de caprins et de volailles. 